# David Franke

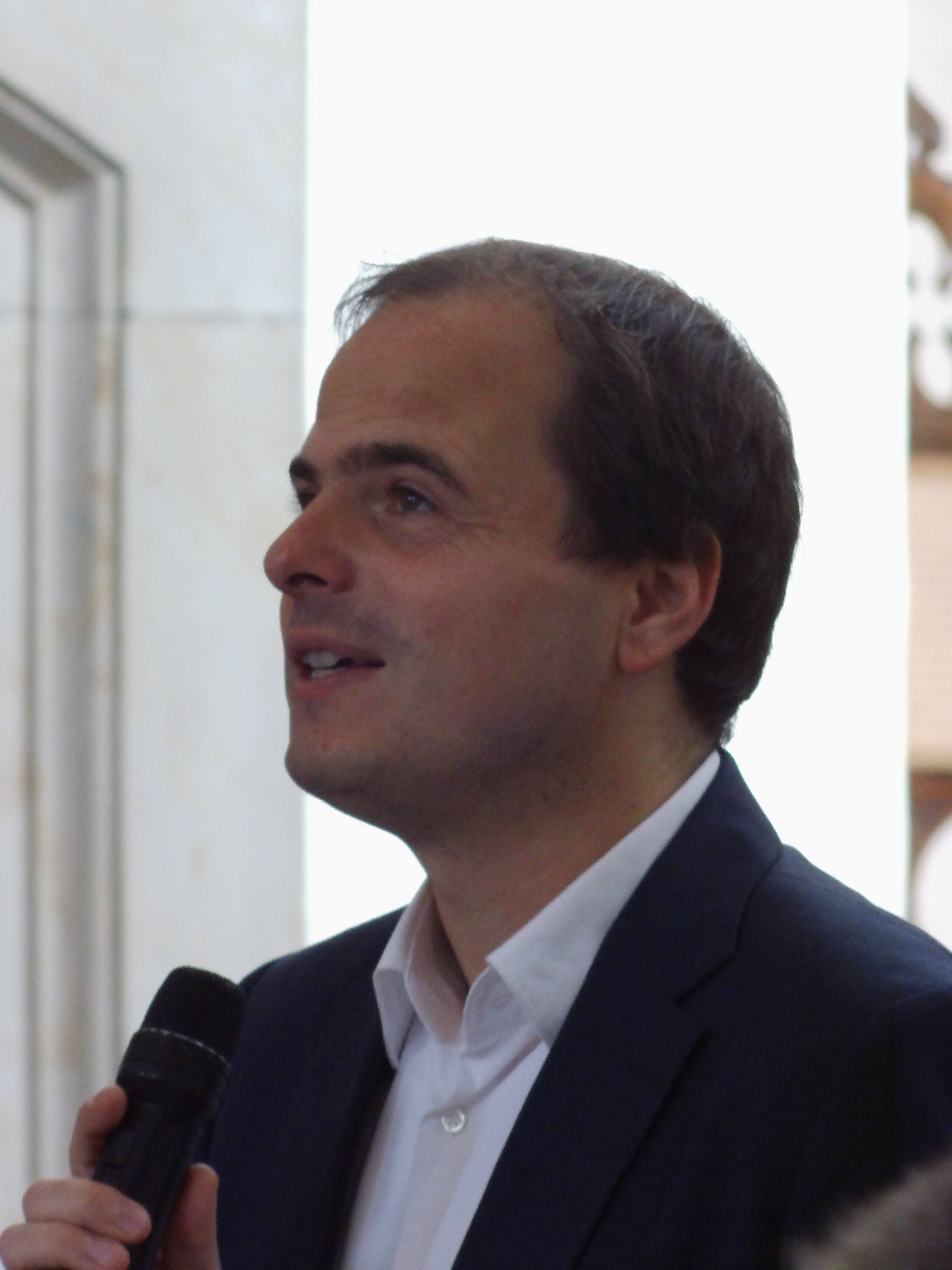
Wenzelsorganist David Franke (Foto vom Oktober 2017)

David Franke (* 1980 in Freiberg) ist ein deutscher Organist. Seit 2018 ist er Professor für Orgel und Orgelimprovisation und Leiter des Instituts für Kirchenmusik an der Hochschule für Musik Freiburg.

## Werdegang
David Franke hat Kirchenmusik, Orgel und Orgelimprovisation in Stuttgart und Berlin studiert; 2004 war er Auslandsstipendiat an der Royal Danish Academy of Music in Kopenhagen. Er errang Preise bei nationalen und internationalen Orgel-Wettbewerben, so beim Grand Prix de Chartres und beim Internationalen Orgelimprovisations-Wettbewerb in Haarlem. Von 2009 bis 2018 lehrte er als hauptamtlicher Dozent an der Staatlichen Hochschule für Musik und Darstellende Kunst Stuttgart. 2018 folgte er dem Ruf auf eine Professur für Orgel und Orgelimprovisation an der Hochschule für Musik Freiburg. Regelmäßig ist er Dozent im Rahmen von Meisterkursen für Orgel und Orgelimprovisation.
Seine Konzerttätigkeit führte ihn ins In- und Ausland, so etwa an die Kathedralen von Chartres, Orléans, Bourges, Strasbourg, Laon, Mariinski-Theater St. Petersburg, zum Internationalen Orgelfestival Bergamo, ORF-Funkhaus Wien, St. Bavo Haarlem, Philharmonie Lodz, Grossmünster Zürich, Dom zu Aarhus, Internationale Orgelwoche Nürnberg, Europäisches Musikfest Stuttgart, Bachfest Leipzig, Thomaskirche Leipzig, Gewandhaus Leipzig, Konzerthaus Berlin, Berliner Dom, Frauenkirche Dresden, Kölner Dom, Philharmonie Essen. Auch ist er an Rundfunk- und CD-Aufnahmen beteiligt.
Von 2008 bis 2018 war Franke Organist an St. Wenzel in Naumburg und damit Nachfolger von Irene Greulich. Seit 2008 bis heute ist er zudem künstlerischer Leiter der von der Stadt Naumburg veranstalteten Konzertreihen „Internationaler Orgelsommer Naumburg“ und „Hildebrandt-Tage“, die an der Hildebrandt-Orgel von St. Wenzel und an weiteren Instrumenten stattfinden.

## Diskografie
- Komm, Heiliger Geist – Orgelimprovisationen durchs Kirchenjahr in St. Wenzel Naumburg. Verlag Motette, 2015[3]
- Der dritte Teil der Clavierübung in Naumburg – Johann Sebastian Bach. Motette-Ursina-Schallplattenverlag, Düsseldorf 2010, 2 CDs in Box[4]